# Palazzetto Torlonia a Via Tomacelli

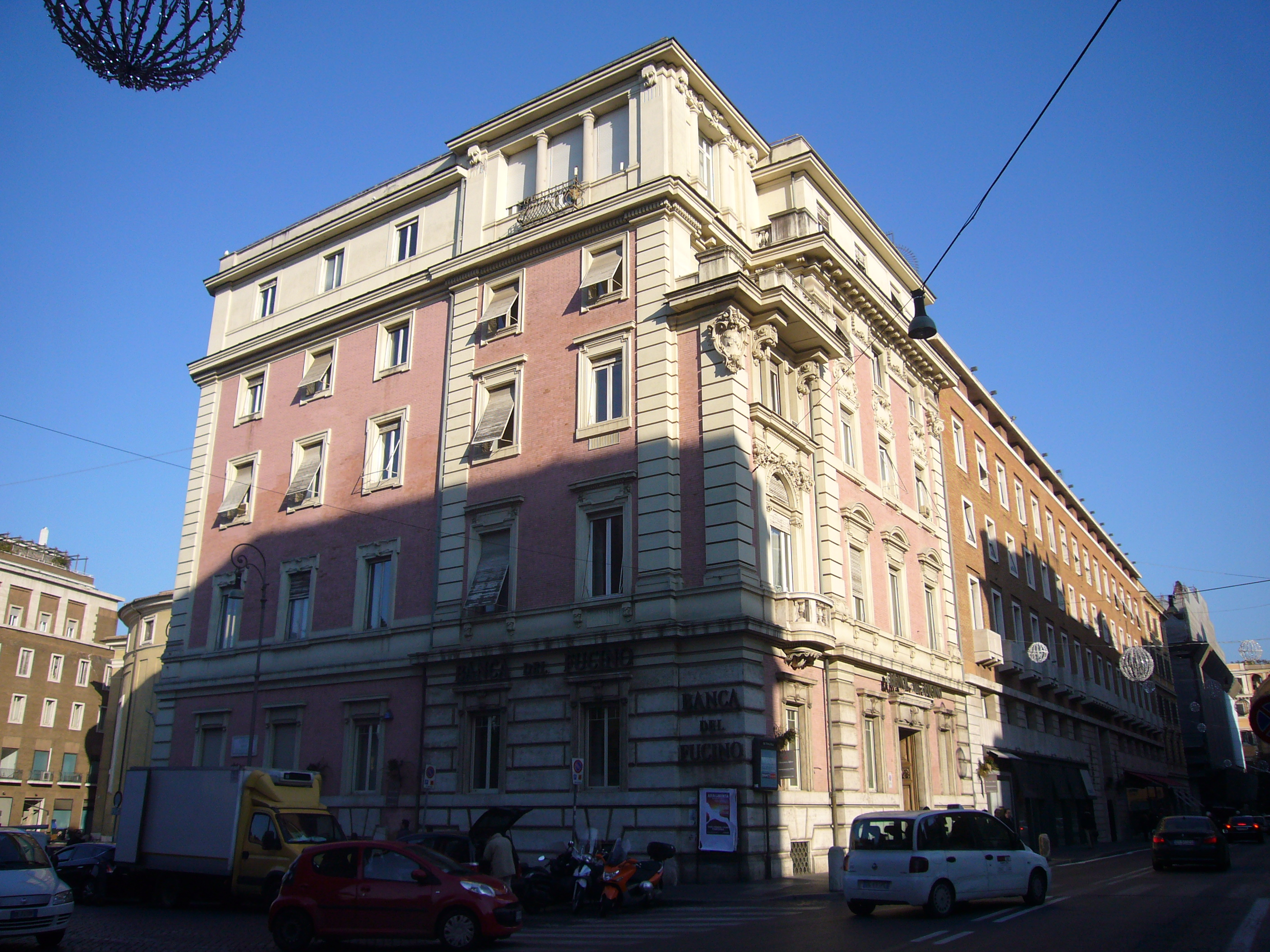
Vista do palácio. Geminado pela lateral está o Palazzo dell'INPS a Piazza Augusto Imperatore (edifício sul).

Palazzetto Torlonia a Via Tomacelli é um palacete localizado na esquina da Via Tomacelli com o Largo degli Schiavoni, no rione Campo Marzio de Roma, de frente para a Piazza Augusto Imperatore. Foi construído em 1908 por Gustavo Giovannóni para o senador Carlo Torlonia Borghese.